# سيلينة مجوفة الوردة
السيلينة مجوفة الوردة (باللاتينية: Silene nocturna) نوع نباتي يتبع جنس السيلينة من الفصيلة القرنفلية.

## الموئل والانتشار
النبات أصيل في المغرب العربي وإيطاليا وإسبانيا والبرتغال ودخيل في بلاد الشام والبلقان.

## مرادفات للاسم العلمي
- (باللاتينية: Agrostemma coelirosa)
- (باللاتينية:   							                                                          							 								                             	Eudianthe coelirosa)
- (باللاتينية:   							                                                          							 								                             	Lychnis coelirosa)